# Dominique Sirop
Dominique Sirop est un grand couturier français, né en 1956.

## Biographie
Il naît à Paris, dans une famille portée sur l'élégance vestimentaire et la mode. Sa mère était mannequin et présenta son fils au couturier Yves Saint Laurent, qui lui a donné une formation professionnelle dans son atelier.
En 1978, il a commencé sa carrière de couturier avec Hubert de Givenchy, puis a travaillé pour Hanae Mori de 1989 à 1996. Il dirige sa propre maison de couture de prestige depuis 1996. Son atelier se trouve à 14, rue du Faubourg Saint Honoré, 75008 Paris.
En 2003, le Ministère du Commerce et de l'Industrie lui décerne l'appellation "Couture Création".

## Sources
- Site officiel